# Жан Жорес
Жан Жоре́с (фр. Jean Jaurès; 3 вересня 1859, Кастр, Тарн — 31 липня 1914, Париж) — французький політичний діяч, історик, філософ, теоретик соціалізму. Народився у середовищі буржуазії, здобув блискучу освіту, по тому розпочав спосіб життя, притаманний селянам і провінціалам, усе своє життя залишався прив'язаним до рідних країв.
У віці 20 років зазнав великого впливу Леона Ґамбетти і Жуля Феррі. У 1885 році був обраний до Національної асамблеї.
1904 року заснував газету «Юманіте» («L'Humanité»). Наступного року став одним із найбільших прихильників злиття двох соціалістичних партій Франції і створення Французької секції Робітничого Інтернаціоналу (S.F.I.O — Section Française de l'Internationale Ouvrière).
Жан Жорес, полум'яний борець проти колоніальної політики і націоналістичного табору, що підштовхував країну до війни.
Був вбитий 31 липня 1914 року, щойно розпочавши кампанію проти розпалювання світової війни.
На честь Жана Жореса назвали станцію п'ятої гілки Паризького метрополітену.

## Видання українською
- Жорес Ж. Батьківщина і робітництво. — Б.м. : Політична Бібліотека, 1915. — 75 с.